# Замальовка
Замальовка — найкомпактніший жанр художньої публіцистики, у якому висловлені враження автора від події, поєднані інформаційність і образність, ескіз з натури. Часто замальовка розповідає про незначну одиничну подію, наділяючи її визначною семантикою, підносячи суб'єктивно її значення.